# Fields Corner (MBTA-Station)
Fields Corner ist der Name einer U-Bahn-Station der Massachusetts Bay Transportation Authority (MBTA) im Bostoner Stadtteil Dorchester im Bundesstaat Massachusetts der Vereinigten Staaten. Sie bietet Zugang zum Ashmont-Zweig der Linie Red Line.

## Geschichte
Der U-Bahnhof wurde am 5. November 1927 als temporärer südlicher Endbahnhof der Red Line in Betrieb genommen. Zu diesem Zeitpunkt hielten dort auch Straßenbahnen und es existierte zusätzlich eine Wendeschleife für Busse. Am 22. Dezember 2006 wurde der neugestaltete Eingangsbereich der Station eröffnet, die Renovierungsarbeiten konnten jedoch erst am 23. September 2008 abgeschlossen werden.

## Bahnanlagen

### Gleis-, Signal- und Sicherungsanlagen
Der U-Bahnhof verfügt über zwei Gleise, die über jeweils einen Seitenbahnsteig zugänglich sind.

### Gebäude
Der U-Bahnhof befindet sich westlich der Dorchester Avenue. Er ist vollständig barrierefrei zugänglich. Das Gebäude ist nach dem Abriss der Hochbahnen Atlantic Avenue Elevated, Charlestown Elevated, Washington Street Elevated und Causeway Elevated neben den Stationen Science Park, Malden Center, Charles/MGH, Wollaston und Beachmont eine der wenigen verbliebenen aufgeständerten Stationen der MBTA.

## Umfeld
An der Station besteht Anschluss an sieben Buslinie der MBTA.